# Samantha Paxinos
Samantha Paxinos, född 25 februari 1988, är en botswansk simmare.
Paxinos tävlade för Botswana vid olympiska sommarspelen 2008 i Peking, där hon blev utslagen i försöksheatet på 50 meter frisim. Paxinos var även Botswanas fanbärare vid öppningsceremonin.